# Maurerberg
Maurerberg ili Mauerer Berg je planina na granici Lihtenštajna i Austrije u lancu Rätikon u istočnim Alpama, jugoistočno od grada Schaanwalda, s visinom od 1378 metara.